# Preobraschenka (Polohy)

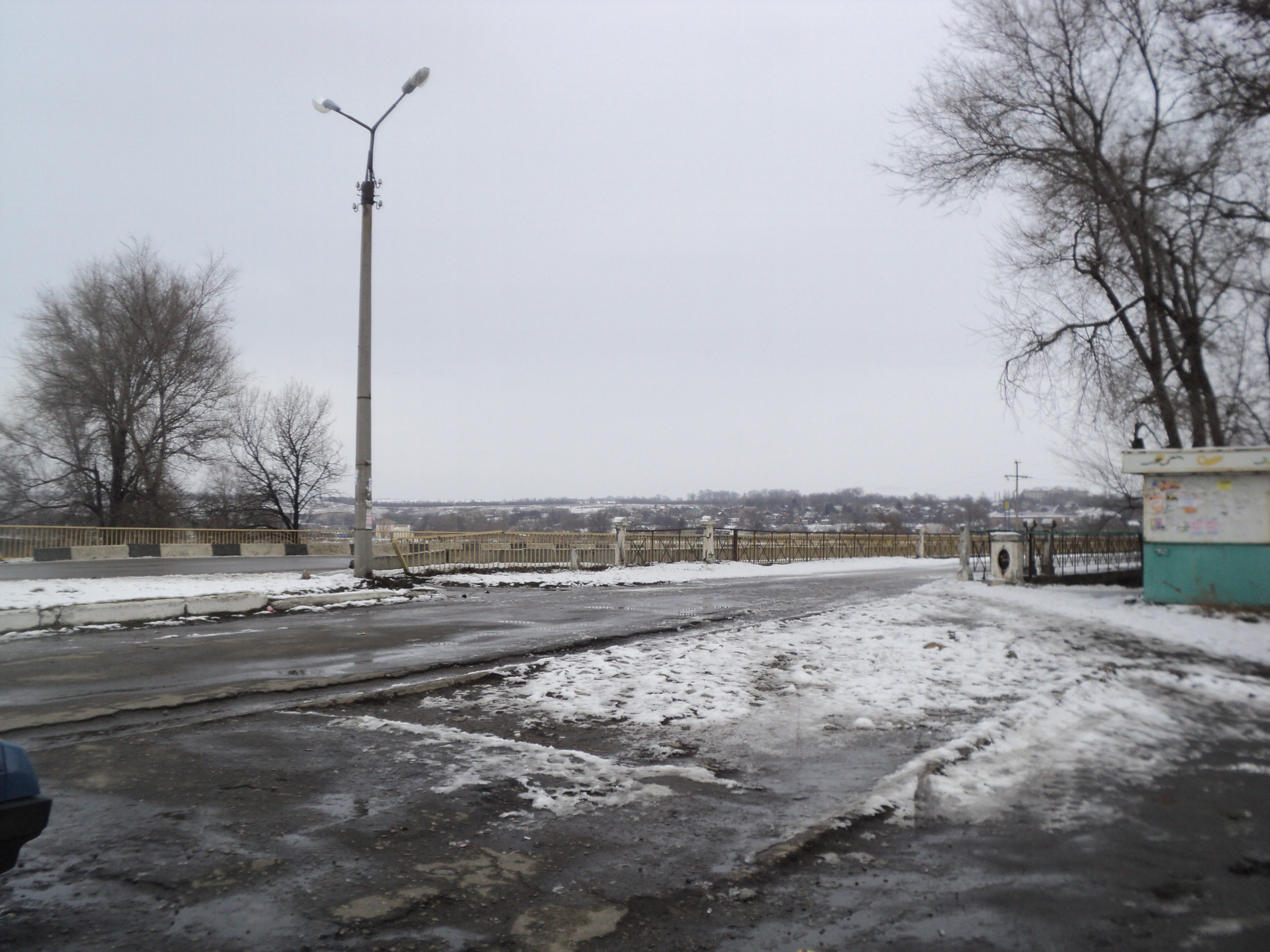
Brücke über die Kinska von Orichiw nach Preobraschenka

Preobraschenka (ukrainisch Преображенка; russisch Preobraschenka Преображенка) ist ein Dorf im Norden der ukrainischen Oblast Saporischschja mit etwa 3700 Einwohnern (2004).
Das 1772 gegründete Dorf liegt am rechten Ufer der 146 km langen Kinska gegenüber vom ehemaligen Rajonzentrum Orichiw sowie an den Territorialstraßen T–04–08 und T–08–03.

## Verwaltungsgliederung
Am 6. August 2015 wurde das Dorf zum Zentrum der neugegründeten Landgemeinde Preobraschenka (Преображенська сільська громада/Preobraschenska silska hromada). Zu dieser zählten auch die 14 in der untenstehenden Tabelle aufgelisteten Dörfer, bis dahin bildete es zusammen mit den Dörfern Tscherwona Krynyzja und Wassyniwka die gleichnamige Landratsgemeinde Preobraschenka (Преображенська сільська рада/Preobraschenska silska rada) im Süden des Rajons Orichiw.
Am 17. Juli 2020 kam es im Zuge einer großen Rajonsreform zum Anschluss des Rajonsgebietes an den Rajon Polohy.
Folgende Orte sind neben dem Hauptort Preobraschenka Teil der Gemeinde:
| Name                     | Name            | Name                                    |
| ukrainisch transkribiert | ukrainisch      | russisch                                |
| ------------------------ | --------------- | --------------------------------------- |
| Jehoriwka                | Єгорівка        | Егоровка (Jegorowka)                    |
| Mykilske                 | Микільське      | Никольское (Nikolskoje)                 |
| Nowoseliwka              | Новоселівка     | Новосёловка (Nowosjolowka)              |
| Nowosoloschyne           | Новосолошине    | Новосолошино (Nowosoloschino)           |
| Obschtsche               | Обще            | Общее (Obschtscheje)                    |
| Omelnyk                  | Омельник        | Омельник (Omelnik)                      |
| Schyroke                 | Широке          | Широкое (Schirokoje)                    |
| Swoboda                  | Свобода         | Свобода                                 |
| Tscherwona Krynyzja      | Червона Криниця | Червоная Криница (Tscherwonaja Kriniza) |
| Tscherwonyj Jar          | Червоний Яр     | Червоный Яр (Tscherwony Jar)            |
| Tymoschiwka              | Тимошівка       | Тимошевка (Timoschewka)                 |
| Wassyliwske              | Василівське     | Василевское (Wassilewskoje)             |
| Wassyniwka               | Васинівка       | Васиновка (Wassinowka)                  |
| Wilnjanka                | Вільнянка       | Вольнянка (Wolnjanka)                   |